# Labrande (Haute-Garonne)
Pour les articles homonymes, voir Labrande.
Labrande est une ancienne commune de la Haute-Garonne. Créée durant la Révolution, il ne s'agira que d'une commune éphémère. Vers 1790, elle fusionne avec la commune de Casties pour former la commune de Casties-Labrande.